# Дух журналов
Дух Журналов, или Собрание всего, что есть лучшего и любопытнейшего во всех других журналах, по части истории политики, государственного хозяйства, литературы, разных искусств, сельского домоводства и проч. — периодическое издание, выходившее в Санкт-Петербурге в 1815—1820 годах.
Издатель — Г. М. Яценков. Объявления о журнале делались от «общества издателей», а главным издателем, то есть редактором, был Г. М. Яценков. Дух Журналов представляет собой заметное явление в истории русской журналистики как по строго определённому и удачному плану, так и по серьёзному содержанию. Он старался отвечать на самые жгучие вопросы современности, обращал внимание на экономические и политические потребности России, освещая положение крепостных крестьян и даже касаясь преимуществ представительной формы правления. См. А. Пятковский, «Из истории русской журналистики».
Журнал выходил с 1815 по июнь 1818 г. еженедельно, с июля 1818 по 1820 г. — два раза в месяц (по данным ЭСБЕ: «В 1815 г. вышло 8 книжек; затем Дух Журналов выходил еженедельно, а в 1819—20 г. — два раза в месяц.»). Журнал был запрещён.
Дух Журналов, как и следует из его полного названия — дайджест-издание, перепечатывал отечественные и зарубежные издания. Тем не менее, печатались оригинальные сочинения, в том числе речи высших сановников России и официальные документы, которые, по мнению издателя, должны были оказывать принципиальное влияние на жизнь Российской империи. Печатались полные тексты международных договоров.
Идейное направление журнала считалось достаточно либеральным. Многие проблемы общественной и государственной жизни Г. М. Яценков затронул впервые в русской журналистике. Даже программа журнала, представленная им, вызвала замечания министра полиции Сергея Вязмитинова, считавшего, что «упоминаемые в ней предметы относятся до попечения самого правительства и отнюдь не могут подлежать суждению частных лиц публично».
Издатель пытался проводить в журнале идеи конституционной власти, представительного правления. Большое внимание уделялось государственному устройству различных стран (особенно деятельности парламентов), печатались тексты конституций. В статьях по экономике (раздел «Государственное хозяйство») авторы пропагандировали идеи свободной торговли, полемизируя со сторонниками протекционизма.

## Содержание отделов
Статьи в журнале группировались по разделам, каждый из которых по окончании года должен был переплетаться в особую книжку, для чего в конце года к журналу прикладывались «заглавные листы» и оглавления. Состоял журнал из следующих отделов: архив исторический и политический; архив государственного хозяйства; архив литературы; новейшие путешествия; галерея славных мужей; дух Екатерины II; наблюдатель отечества; летопись добродетели; отрывки.
Журнал имел двойную пагинацию: сквозную (внутри года или полугодия — внизу страницы) и пагинацию внутри разделов (вверху страницы), причём в последней были допущены многочисленные ошибки в колонцифрах.